# Mapleton, Illinois
Mapleton är en ort (village) i Peoria County i Illinois. Vid 2010 års folkräkning hade Mapleton 270 invånare.